# Frances Conroy
 (juillet 2017).
Si vous disposez d'ouvrages ou d'articles de référence ou si vous connaissez des sites web de qualité traitant du thème abordé ici, merci de compléter l'article en donnant les références utiles à sa vérifiabilité et en les liant à la section « Notes et références ».
Pour les articles homonymes, voir Conroy.
Frances Conroy est une actrice américaine, née le 15 mars 1953 à Monroe (Géorgie, États-Unis).
Elle est surtout connue pour avoir interprété le rôle de Ruth Fisher dans la série télévisée Six Feet Under mais aussi pour avoir joué dans la série horrifique American Horror Story qui a la particularité de raconter une histoire différente à chaque saison. De ce fait, le casting régulier, interprète un rôle différent chaque année.

## Biographie
Pendant les années 1970, elle se produit régulièrement sur scène au théâtre. Parallèlement, elle tourne pour la télévision et le cinéma. Elle apparaît en particulier dans plusieurs films de Woody Allen : Manhattan (1979), Une autre femme (1988), et Crimes et Délits (1989).
En 1992, Frances Conroy se lie d'amitié avec le dramaturge Arthur Miller, avec qui elle travaille sur scène et à l'écran. Elle épouse la même année l'acteur Jan Munroe.
Elle se fait connaître du grand public avec le rôle de Ruth Fisher, qu'elle incarne dans la série télévisée Six Feet Under (2001-2005). Sa prestation lui vaudra quatre nominations aux Emmy Awards en plus de décrocher un Golden Globe.
En 2008, elle apparaît le temps de quelques épisodes dans la série Desperate Housewives, puis dans How I Met Your Mother.
Au cinéma, elle a également incarné la femme de Robert De Niro dans le film Stone (2010).
Conroy interprète la version âgée de Moira O'Hara dans la première saison de l'anthologie américaine horrifique American Horror Story. Elle est de retour lors de la saison 2, mais avec un rôle différent : celui de l'Ange de la mort. L'aventure continue pour elle durant la troisième saison où elle prête ses traits à Myrtle Snow, une sorcière extravagante au look atypique. Dans la quatrième saison, elle interprète Gloria Mott, la mère soucieuse de Dandy. Elle est absente pour la première fois lors de la cinquième saison qui permet notamment à la chanteuse Lady Gaga de faire ses grands débuts à la télévision. Elle revient finalement pour un petit rôle lors de la saison 6, en tant que l'actrice au nom inconnu qui interprète Mama Polk dans le documentaire My Roanoke Nightmare. Elle est également présente lors de deux épisodes de la saison 7 et reprend son rôle de Myrtle Snow lors de la saison 8.
Elle n'est pas présente dans la saison 9 mais elle est de retour dans la saison 10 en y interprétant le rôle de Sarah Cunningham, alias Belle Noir, une écrivaine qui loge à Provincetown pour écrire durant l'hiver.

## Filmographie

### Cinéma
- 1979 : Othello, de Joseph Papp (vidéo) : Desdemona
- 1979 : Manhattan, de Woody Allen ; l'actrice shakespearienne
- 1984 : Falling in Love d'Ulu Grosbard : la serveuse
- 1987 : La Force du silence (Amazing Grace and Chuck), de Mike Newell : Pamela
- 1988 : Rocket Gibraltar, de Daniel Petrie : Ruby Hanson
- 1988 : Une autre femme (Another Woman), de Woody Allen : Lynn
- 1988 : Le Plus Escroc des deux (Dirty Rotten Scoundrels), de Frank Oz : la dame de Palm Beach
- 1989 : Crimes et délits (Crimes and Misdemeanors), de Woody Allen : La propriétaire
- 1991 : Billy Bathgate, de Robert Benton : Mary Behan
- 1992 : Le Temps d'un week-end (Scent of a Woman), de Martin Brest : Christine Downes
- 1993 : Les Aventures de Huckleberry Finn (The Adventures of Huck Finn), de Stephen Sommers : la femme décharnée
- 1993 : Nuits blanches à Seattle (Sleepless in Seattle), de Nora Ephron : Irene Reed
- 1994 : Developing, de Marya Cohn (court-métrage) : Clare
- 1995 : Angela, de Rebecca Miller : la mère d'Anne
- 1995 : La Bible de néon (The Neon Bible), de Terence Davies : mademoiselle Scover
- 1996 : La Chasse aux sorcières (The Crucible) de Nicholas Hytner : Ann Putnam
- 2002 : Coup de foudre à Manhattan (Maid in Manhattan), de Wayne Wang : Paula Burns
- 2003 : Die, Mommie, Die!, de Mark Rucker : Bootsie Carp
- 2004 : Catwoman, de Pitof : Ophelia Powers
- 2004 : Aviator (The Aviator), de Martin Scorsese : Katharine Martha Houghton Hepburn
- 2005 : Shopgirl, d'Anand Tucker : Catherine Buttersfield
- 2005 : Broken Flowers, de Jim Jarmusch : Dora Anderson
- 2006 : Ira and Abby (en), de Robert Cary : Lynne Willoughby
- 2006 : The Wicker Man, de Neil LaBute : le docteur T. H. Moss
- 2007 : Les Portes du temps (The Seeker: The Dark is Rising), de David L. Cunningham : Mademoiselle Greythorne
- 2008 : Humboldt County, de Darren Grodsky et Danny Jacobs : Rosie
- 2008 : La Légende de Despereaux (The Tale of Despereaux), de Sam Fell et Robert Stevenhagen : Antoinette Tilling, la mère de Despereaux (voix)
- 2009 : Coup de foudre à Seattle (Love Happens), de Brandon Camp : la mère d'Eloise
- 2009 : New in Town, de Jonas Elmer : Trudy Van Uuden
- 2009 : Stay Cool, de Michael Polish : madame Looch
- 2010 : Le Silence des ombres (Shelter), de Måns Mårlind et Björn Stein : madame Bernburg
- 2010 : Stone de John Curran : Madylyn Mabry
- 2010 : Bloodworth, de Shane Dax Taylor : Julia Bloodworth
- 2011 : Tom et Jerry et le Magicien d'Oz (Tom and Jerry and The Wizard of Oz), de Spike Brandt et Tony Cervone : la tante Em / Glinda (voix)
- 2011 : All-Star Superman, de Sam Liu : Martha Kent (voix)
- 2013 : Superman contre Brainiac (Superman: Unbound), de James Tucker : Martha Kent (voix)
- 2014 : Abby in the Summer, de Jimbo Lee : la mère
- 2014 : Chasing Ghosts, de Joshua Shreve : Dara
- 2015 : Welcome to Happiness, d'Oliver Thompson : Claiborne
- 2018 : Le Passé recomposé (The Tale) de Jennifer Fox : Jane Graham
- 2019 : Joker de Todd Phillips : Penny Fleck[2]
- 2021 : The Power of the Dog de Jane Campion : la vieille femme
- 2023 : Nimona de Troy Quane et Nick Bruno :  la directrice (voix)
- 2024 : Joker : Folie à deux de Todd Phillips : Penny Fleck (caméo)

### Télévision
- 1978 : All's Well That Ends Well, de Wilford Leach
- 1982 : Carl Sandburg: Echoes and Silences, de Perry Miller Adato
- 1982 : The Royal Romance of Charles and Diana, de Peter Levin
- 1983 : Kennedy, de Jim Goddard (feuilleton TV)
- 1984 : 3-2-1 Contact (série télévisée) : Kate
- 1986 : La Cinquième dimension (The Twilight Zone) (série télévisée)
- 1986 : Newhart, de Barry Kemp (série télévisée)
- 1986 : Capitaine Furillo (Hill Street Blues), de Steven Bochco et Michael Kozoll (série télévisée)
- 1987 : LBJ: The Early Years, de Peter Werner
- 1987 : Les Enquêtes de Remington Steele (Remington Steele), de Robert Butler et Michael Gleason (série télévisée) : Gladys Lynch
- 1987 : Les Incorruptibles de Chicago (Crime Story), de Chuck Adamson et Gustave Reininger (série télévisée) : Mrs. Jankowski
- 1988 : Terrorist on Trial: The United States vs. Salim Ajami, de Jeff Bleckner
- 1989 : Great Performances, de Kirk Browning :
- 1990 : New York, police judiciaire (Law & Order), de Dick Wolf (série télévisée) (épisode #1.10 : Prisoner of Love) : Elizabeth Hendrick
- 1993 : Queen (en), de John Erman (feuilleton TV)
- 1994 : One More Mountain, de Dick Lowry
- 1995 : Journey, de Tom McLoughlin
- 1996 : Erreur judiciaire (Innocent Victims), de Gilbert Cates
- 1998 : Sans issue (Thicker Than Blood), de Richard Pearce
- 1998 : Cosby (série télévisée) : Elizabeth
- 1999 : Murder in a Small Town, de Joyce Chopra
- 1999 : New York, police judiciaire (Law & Order), de Dick Wolf (série télévisée) (épisode #9.15 : Disciple) : Rosa Halacy
- 2000 : Stark Raving Mad, de Steven Levitan (série télévisée) : Beverly Rose
- 2001-2005 : Six Feet Under, d'Alan Ball (série télévisée) (63 épisodes) : Ruth Fisher
- 2004 : Les Héros d'Higglyville (Higglytown Heroes) (série télévisée) : voix
- 2006 : Une merveilleuse journée (A Perfect Day) : Camille Bailey
- 2007 : Urgences (saison 14) : Becky Riley
- 2008 : Desperate Housewives (saison 5, 3 épisodes) : Virginia Hildebrand
- 2009-2014 : How I Met Your Mother (9 épisodes) : Loretta Stinson (mère de Barney)

- 2010 : Happy Town (7 épisodes) : Peggy Haplin
- 2010 : Grey's Anatomy (Saison 7 - Épisode 4) : Eleanor Davis
- 2010 : Nip/Tuck (Saison 6 - Épisode 14) : Jane Fields
- 2011 : United States of Tara (Saison 3, 2 épisodes) : Sandy Gregson
- 2011 : American Horror Story : Moira O'Hara âgée (11 épisodes)
- 2011 : Love Bites : Faye Strathmore
- 2011 : Mentalist : Elspeth Cook (saison 3)
- 2011 : Tom et Jerry et le Magicien d'Oz (Tom and Jerry and the Wizard of Oz) (vidéo) : Tante Em, Glinda (voix)
- 2012 : American Horror Story: Asylum : Shachath, l'ange de la mort (5 épisodes)
- 2013 : Royal Pains : Blythe Ballard (6 épisodes)
- 2013 : American Horror Story: Coven : Myrtle Snow (10 épisodes)
- 2014 : American Horror Story: FreakShow : Gloria Mott (8 épisodes)
- depuis 2015 : Casual : Dawn (7 épisodes)
- 2016 : The Real O'Neals : Grandma Agnes (1 épisode)
- 2016 : American Horror Story: Roanoke : Mama Polk (1 épisode)
- 2017 : Brume (The Mist) : Natalie Raven (10 épisodes)
- 2017 : American Horror Story: Cult : Bebe Babitt (2 épisodes)
- 2017 : Young Sheldon : Saison 1
- 2018 : American Horror Story: Apocalypse : Myrtle Snow / Moira O'Hara âgée (7 épisodes)
- 2018 : Castle Rock : Martha Lacy
- 2020 : Dead to Me (saison 2) : la mère de Steve et Ben Wood.
- 2021 : American Horror Story: Double Feature : Sarah "Belle Noir" Cunningham (première partie - 6 épisodes)

## Voix françaises
| - Anne Rochant dans : - Six Feet Under (série télévisée) - Une merveilleuse journée (télefilm) - Desperate Housewives (série télévisée) - Happy Town (série télévisée) - Stone - American Horror Story (série télévisée) - Royal Pains (série télévisée) - The Mist (série télévisée) - Young Sheldon (série télévisée) - Joker - Sylvie Feit dans : - Capitaine Furillo (série télévisée) - Les Incorruptibles de Chicago (série télévisée) - Les Enquêtes de Remington Steele (série télévisée) - Cosby (série télévisée) - Broken Flowers | - Frédérique Cantrel dans : - Les Portes du temps - Dead to Me (série télévisée) Et aussi - Dorothée Jemma dans Une autre femme - Colette Venhard dans Le Plus Escroc des deux - Régine Teyssot dans Billy Bathgate - Ivana Coppola dans Catwoman - Nita Klein dans Aviator - Brigitte Aubry dans Le parfum du succès - Caroline Jacquin dans How I Met Your Mother (série télévisée) - Jocelyne Darche dans Le Silence des ombres - Anne Plumet dans Scooby-Doo : Mystères associés (voix, série télévisée d'animation) - Vanina Pradier dans All-Star Superman (voix) - Isabelle Leprince dans Superman contre Brainiac (voix) - Marie-Christine Adam dans Castle Rock (série télévisée) - Juliette Degenne dans Nimona (voix) |

## Récompenses
- Screen Actors Guild Award : Meilleur casting pour une série dramatique en 2003 et 2004 dans Six Feet Under.

- Screen Actors Guild Award : Meilleure actrice dans une série télévisée dramatique en 2002 pour son rôle dans Six Feet Under.
- Golden Globe Award : Meilleure actrice dans une série télévisée dramatique en 2004 pour son rôle dans Six Feet Under.

## Nominations
- Meilleur casting pour une série dramatique, lors des Screen Actors Guild Award 2002, 2005 et 2006 dans Six Feet Under.
- Meilleure actrice dans une série télévisée dramatique, lors des Primetime Emmy Awards 2002, 2003, 2005 et 2006 dans Six Feet Under.
- Meilleure actrice dans un second rôle dans une mini-série ou un téléfilm, lors des Primetime Emmy Awards 2012 et 2014 dans American Horror Story.